# Campeonato Europeu de Futebol de 2024 – Grupo B
O Grupo B do Campeonato Europeu de Futebol de 2024 ocorreu entre 15 a 24 de junho de 2024. O grupo incluía Espanha, Croácia, Italia e Albânia.

## Classificação
| Pos | Equipe  | Pts | J | V | E | D | GP | GC | SG | Classificado     |
| --- | ------- | --- | - | - | - | - | -- | -- | -- | ---------------- |
| 1   | Espanha | 9   | 3 | 3 | 0 | 0 | 5  | 0  | +5 | Oitavas de final |
| 2   | Itália  | 4   | 3 | 1 | 1 | 1 | 3  | 3  | 0  | Oitavas de final |
| 3   | Croácia | 2   | 3 | 0 | 2 | 1 | 3  | 6  | −3 | Eliminado        |
| 4   | Albânia | 1   | 3 | 0 | 1 | 2 | 3  | 5  | −2 | Eliminado        |

Nas oitavas de final
- O vencedor do Grupo B avançará para enfrentar o terceiro colocado do Grupo A , Grupo D , Grupo E ou Grupo F.
- O vice-campeão do Grupo B avançará para enfrentar o vice-campeão do Grupo A.
- O terceiro colocado do Grupo B poderá avançar para enfrentar o vencedor do Grupo E ou do Grupo F.

## Partidas

### Espanha x Croácia
| 15 de junho de 2024 | Espanha                                       | 3 – 0     | Croácia | Estádio Olímpico, Berlim                    |
| 18:00               | Morata 29' · Fabián Ruiz 32' · Carvajal 45+2' | Relatório |         | Público: 68 844 Árbitro: ENG Michael Oliver |

| '' | Espanha | Croácia | '' |

| GK                | 23 | Unai Simón       |     |     |
| RB                | 2  | Dani Carvajal    |     |     |
| CB                | 3  | Robin Le Normand |     |     |
| CB                | 4  | Nacho            |     |     |
| LB                | 24 | Marc Cucurella   |     |     |
| CM                | 20 | Pedri            |     | 59' |
| CM                | 16 | Rodri            | 78' | 86' |
| CM                | 8  | Fabián Ruiz      |     |     |
| RF                | 19 | Lamine Yamal     |     | 86' |
| CF                | 7  | Álvaro Morata    |     | 67' |
| LF                | 17 | Nico Williams    |     | 67' |
| Substituições:    |    |                  |     |     |
| FW                | 10 | Dani Olmo        |     | 59' |
| FW                | 21 | Mikel Oyarzabal  |     | 67' |
| MF                | 6  | Mikel Merino     |     | 67' |
| MF                | 18 | Martín Zubimendi |     | 86' |
| FW                | 11 | Ferran Torres    |     | 86' |
| Treinador:        |    |                  |     |     |
| Luis de la Fuente |    |                  |     |     |

| GK             | 1  | Dominik Livaković |  |     |
| RB             | 2  | Josip Stanišić    |  |     |
| CB             | 6  | Josip Šutalo      |  |     |
| CB             | 3  | Marin Pongračić   |  |     |
| LB             | 4  | Joško Gvardiol    |  |     |
| CM             | 10 | Luka Modrić       |  | 65' |
| CM             | 11 | Marcelo Brozović  |  |     |
| CM             | 8  | Mateo Kovačić     |  | 65' |
| RW             | 7  | Lovro Majer       |  |     |
| LW             | 9  | Andrej Kramarić   |  | 72' |
| CF             | 16 | Ante Budimir      |  | 56' |
| Substituições: |    |                   |  |     |
| MF             | 14 | Ivan Perišić      |  | 56' |
| MF             | 24 | Mario Pašalić     |  | 65' |
| MF             | 25 | Luka Sučić        |  | 65' |
| FW             | 17 | Bruno Petković    |  | 72' |
| Treinador:     |    |                   |  |     |
| Zlatko Dalić   |    |                   |  |     |

| Homem do Jogo: Fabián Ruiz Bandeirinhas: Stuart Burt Dan Cook Quarto Árbitro: Anthony Taylor Quinto Árbitro: Gary Beswick Árbitro assistente de vídeo: Stuart Attwell Árbitros assistentes de árbitro de vídeo: David Coote Pol van Boekel |

### Itália x Albânia
| 15 de junho de 2024 | Itália                    | 2 – 1     | Albânia    | Signal Iduna Park, Dortmund               |
| 21:00               | Bastoni 11' · Barella 16' | Relatório | Bajrami 1' | Público: 60 512 Árbitro: GER Felix Zwayer |

| '' | Itália | Albânia | '' |

| GK                | 1  | Gianluigi Donnarumma |     |       |
| RB                | 2  | Giovanni Di Lorenzo  |     |       |
| CB                | 23 | Alessandro Bastoni   |     |       |
| CB                | 5  | Riccardo Calafiori   | 51' |       |
| LB                | 3  | Federico Dimarco     |     | 83'   |
| CM                | 8  | Jorginho             |     |       |
| CM                | 18 | Nicolò Barella       |     | 90+2' |
| RW                | 7  | Davide Frattesi      |     |       |
| AM                | 10 | Lorenzo Pellegrini   | 21' | 77'   |
| LW                | 14 | Federico Chiesa      |     | 77'   |
| CF                | 9  | Gianluca Scamacca    |     | 83'   |
| Substituições:    |    |                      |     |       |
| MF                | 16 | Bryan Cristante      |     | 77'   |
| DF                | 24 | Andrea Cambiaso      |     | 77'   |
| FW                | 19 | Mateo Retegui        |     | 83'   |
| DF                | 13 | Matteo Darmian       |     | 83'   |
| FW                | 25 | Michael Folorunsho   |     | 90+2' |
| Treinador:        |    |                      |     |       |
| Luciano Spalletti |    |                      |     |       |

| GK            | 23 | Thomas Strakosha |     |     |
| RB            | 4  | Elseid Hysaj     |     |     |
| CB            | 6  | Berat Djimsiti   |     |     |
| CB            | 5  | Arlind Ajeti     |     |     |
| LB            | 3  | Mario Mitaj      |     |     |
| CM            | 21 | Kristjan Asllani |     |     |
| CM            | 20 | Ylber Ramadani   |     |     |
| CM            | 10 | Nedim Bajrami    |     | 87' |
| RF            | 9  | Jasir Asani      |     | 68' |
| CF            | 11 | Armando Broja    | 51' | 77' |
| LF            | 15 | Taulant Seferi   |     | 68' |
| Substituições |    |                  |     |     |
| FW            | 26 | Arbër Hoxha      | 74' | 68' |
| MF            | 14 | Qazim Laçi       |     | 68' |
| FW            | 7  | Rey Manaj        |     | 77' |
| FW            | 17 | Ernest Muçi      |     | 87' |
| Treinador:    |    |                  |     |     |
| Sylvinho      |    |                  |     |     |

| Homem do Jogo: Federico Chiesa Bandeirinhas: Stefan Lupp Marco Achmüller Quarto Árbitro: Daniel Siebert Quinto Árbitro: Jan Seidel Árbitro assistente de vídeo: Bastian Dankert Árbitros assistentes de : Christian Dingert Rob Dieperink |

### Croácia x Albânia
| 19 de junho de 2024 | Croácia                           | 2 – 2     | Albânia                  | Volksparkstadion, Hamburgo                     |
| 15:00               | Kramarić 74' · Gjasula 76' (g.c.) | Relatório | Laci 11' · Gjasula 90+5' | Público: 46 784 Árbitro: FRA François Letexier |

| '' | Croácia | Albânia | '' |

| GK             | 1  | Dominik Livaković |     |     |
| RB             | 22 | Josip Juranović   |     |     |
| CB             | 6  | Josip Šutalo      |     |     |
| CB             | 4  | Joško Gvardiol    |     |     |
| LB             | 14 | Ivan Perišić      |     | 84' |
| CM             | 10 | Luka Modrić       |     |     |
| CM             | 11 | Marcelo Brozović  |     | 46' |
| CM             | 8  | Mateo Kovačić     |     |     |
| RF             | 7  | Lovro Majer       |     | 46' |
| CF             | 17 | Bruno Petković    |     | 69' |
| LF             | 9  | Andrej Kramarić   |     | 84' |
| Substituições: |    |                   |     |     |
| MF             | 15 | Mario Pašalić     |     | 46' |
| MF             | 25 | Luka Sučić        |     | 46' |
| FW             | 16 | Ante Budimir      |     | 69' |
| DF             | 19 | Borna Sosa        |     | 84' |
| MF             | 26 | Martin Baturina   |     | 84' |
| GK             | 23 | Ivica Ivušić      | 87' |     |
| Treinador:     |    |                   |     |     |
| Zlatko Dalić   |    |                   |     |     |

| GK             | 23 | Thomas Strakosha |       |     |
| RB             | 4  | Elseid Hysaj     | 76'   |     |
| CB             | 6  | Berat Djimsiti   |       |     |
| CB             | 5  | Arlind Ajeti     |       |     |
| LB             | 3  | Mario Mitaj      |       |     |
| CM             | 21 | Kristjan Asllani |       |     |
| CM             | 20 | Ylber Ramadani   |       | 85' |
| CM             | 14 | Qazim Laçi       |       | 72' |
| RF             | 9  | Jasir Asani      |       | 64' |
| CF             | 7  | Rey Manaj        |       | 85' |
| LF             | 10 | Nedim Bajrami    |       |     |
| Substituições: |    |                  |       |     |
| FW             | 15 | Taulant Seferi   |       | 64' |
| MF             | 8  | Klaus Gjasula    | 90+7' | 72' |
| FW             | 26 | Arbër Hoxha      |       | 85' |
| FW             | 19 | Mirlind Daku     | 90+3' | 85' |
| Treinador:     |    |                  |       |     |
| Sylvinho       |    |                  |       |     |

| Homem do Jogo: Andrej Kramarić Bandeirinhas: Cyril Mugnier Mehdi Rahmouni Quarto árbitro: Sandro Schärer Quinto árbitro: Stéphane de Almeida Árbitro assistente de vídeo: Willy Delajod Árbitros assistentes de árbitro de vídeo: Jérôme Brisard Bastian Dankert |

### Espanha x Itália
| 20 de junho de 2024 | Espanha              | 1 – 0     | Itália | Veltins-Arena, Gelsenkirchen               |
| 21:00               | Calafiori 55' (g.c.) | Relatório |        | Público: 49 528 Árbitro: SVN Slavko Vinčić |

| '' | Espanha | Itália | '' |

| GK                | 23 | Unai Simón       |       |       |
| RB                | 2  | Dani Carvajal    | 90+6' |       |
| CB                | 3  | Robin Le Normand | 69'   |       |
| CB                | 14 | Aymeric Laporte  |       |       |
| LB                | 24 | Marc Cucurella   |       |       |
| CM                | 20 | Pedri            |       | 71'   |
| CM                | 16 | Rodri            | 45+1' |       |
| CM                | 8  | Fabián Ruiz      |       | 90+4' |
| RF                | 19 | Lamine Yamal     |       | 71'   |
| CF                | 7  | Álvaro Morata    |       | 78'   |
| LF                | 17 | Nico Williams    |       | 78'   |
| Substituições:    |    |                  |       |       |
| MF                | 15 | Álex Baena       |       | 71'   |
| FW                | 11 | Ferran Torres    |       | 71'   |
| FW                | 21 | Mikel Oyarzabal  |       | 78'   |
| FW                | 26 | Ayoze Pérez      |       | 78'   |
| MF                | 6  | Mikel Merino     |       | 90+4' |
| Treinador:        |    |                  |       |       |
| Luis de la Fuente |    |                  |       |       |

| GK                | 1  | Gianluigi Donnarumma | 15' |     |
| RB                | 2  | Giovanni Di Lorenzo  |     |     |
| CB                | 23 | Alessandro Bastoni   |     |     |
| CB                | 5  | Riccardo Calafiori   |     |     |
| LB                | 3  | Federico Dimarco     |     |     |
| CM                | 18 | Nicolò Barella       |     |     |
| CM                | 8  | Jorginho             |     | 46' |
| RW                | 7  | Davide Frattesi      |     | 46' |
| AM                | 10 | Lorenzo Pellegrini   |     | 82' |
| LW                | 14 | Federico Chiesa      |     | 64' |
| CF                | 9  | Gianluca Scamacca    |     | 64' |
| Substituições:    |    |                      |     |     |
| DF                | 24 | Andrea Cambiaso      |     | 46' |
| MF                | 16 | Bryan Cristante      | 46' | 46' |
| FW                | 20 | Mattia Zaccagni      |     | 64' |
| FW                | 19 | Mateo Retegui        |     | 64' |
| FW                | 11 | Giacomo Raspadori    |     | 82' |
| Treinador:        |    |                      |     |     |
| Luciano Spalletti |    |                      |     |     |

| Homem do Jogo: Nico Williams Bandeirinhas: Tomaž Klančnik Andraž Kovačič Quarto árbitro: Clément Turpin Quinto árbitro: Nicolas Danos Árbitro assistente de vídeo: Nejc Kajtazovič Árbitros assistentes de árbitro de vídeo: Bartosz Frankowski Tomasz Kwiatkowski |

### Albânia x Espanha
| 24 de junho de 2024 | Albânia | 0 – 1     | Espanha           | Merkur Spiel-Arena, Düsseldorf            |
| 21:00               |         | Relatório | Ferran Torres 13' | Público: 46 586 Árbitro: SWE Glenn Nyberg |

| '' | Albânia | Espanha | '' |

| GK             | 23 | Thomas Strakosha |     |     |
| RB             | 2  | Iván Balliu      |     |     |
| CB             | 6  | Berat Djimsiti   |     |     |
| CB             | 5  | Arlind Ajeti     |     |     |
| LB             | 3  | Mario Mitaj      |     |     |
| CM             | 20 | Ylber Ramadani   |     |     |
| CM             | 21 | Kristjan Asllani |     |     |
| RW             | 9  | Jasir Asani      |     | 81' |
| AM             | 14 | Qazim Laçi       |     | 70' |
| LW             | 10 | Nedim Bajrami    | 66' | 70' |
| CF             | 7  | Rey Manaj        |     | 59' |
| Substituições: |    |                  |     |     |
| MF             | 11 | Armando Broja    |     | 59' |
| MF             | 26 | Arber Hoxha      |     | 70' |
| MF             | 16 | Medon Berisha    | 89' | 70' |
| FW             | 17 | Ernest Muçi      |     | 81' |
| Treinador:     |    |                  |     |     |
| Sylvinho       |    |                  |     |     |

| GK                | 1  | David Raya         |     |     |
| RB                | 22 | Jesús Navas        |     |     |
| CB                | 5  | Daniel Vivian      | 90' |     |
| CB                | 14 | Aymeric Laporte    |     | 46' |
| LB                | 12 | Alejandro Grimaldo |     |     |
| CM                | 18 | Martín Zubimendi   |     |     |
| CM                | 6  | Mikel Merino       |     |     |
| RW                | 11 | Ferran Torres      |     | 65' |
| AM                | 10 | Dani Olmo          |     | 84' |
| LW                | 21 | Mikel Oyarzabal    |     | 62' |
| CF                | 9  | Joselu             |     | 72' |
| Substituições:    |    |                    |     |     |
| MF                | 3  | Robin Le Normand   |     | 46' |
| MF                | 25 | Fermín López       |     | 62' |
| MF                | 19 | Lamine Yamal       |     | 65' |
| FW                | 7  | Álvaro Morata      |     | 72' |
| FW                | 17 | Alejandro Baena    |     | 84' |
| Treinador:        |    |                    |     |     |
| Luis de la Fuente |    |                    |     |     |

| Homem do Jogo: Ferran Torres Bandeirinhas: Mahbod Beigi Andreas Söderkvist Quarto Árbitro: Mykola Balakin Árbinto Árbitro: Oleksandr Berkut Árbitro assistente de vídeo: Christian Dingert Árbitros assistentes de árbitro de vídeo: David Coote Marco Fritz |

### Croácia x Itália
| 24 de junho de 2024 | Croácia    | 1 – 1     | Itália         | Red Bull Arena, Leipzig                     |
| 21:00               | Modrić 55' | Relatório | Zaccagni 90+8' | Público: 38 322 Árbitro: NED Danny Makkelie |

| '' | Croácia | Itália | '' |

| GK             | 1  | Dominik Livaković |       |     |
| RB             | 2  | Josip Stanišić    | 82'   |     |
| CB             | 6  | Josip Šutalo      |       |     |
| CB             | 3  | Marin Pongračić   | 78'   |     |
| LB             | 4  | Joško Gvardiol    |       |     |
| CM             | 10 | Luka Modrić       | 60'   | 80' |
| CM             | 11 | Marcelo Brozović  | 90+1' |     |
| CM             | 8  | Mateo Kovačić     |       | 70' |
| RF             | 25 | Luka Sučić        | 24'   |     |
| CF             | 9  | Andrej Kramarić   |       | 90' |
| LF             | 15 | Mario Pašalić     |       | 46' |
| Substituições: |    |                   |       |     |
| MF             | 16 | Ante Budimir      |       | 46' |
| MF             | 14 | Ivan Perišić      |       | 70' |
| MF             | 18 | Luka Ivanušec     |       | 70' |
| FW             | 7  | Lovro Majer       |       | 80' |
| FW             | 22 | Josip Juranović   |       | 90' |
| Treinador:     |    |                   |       |     |
| Zlatko Dalić   |    |                   |       |     |

| GK                | 1  | Gianluigi Donnarumma |       |     |
| RB                | 2  | Giovanni Di Lorenzo  |       |     |
| CB                | 23 | Alessandro Bastoni   |       |     |
| CB                | 5  | Riccardo Calafiori   | 90+3' |     |
| LB                | 13 | Matteo Darmian       |       | 84' |
| CM                | 18 | Nicolò Barella       |       |     |
| CM                | 8  | Jorginho             |       | 81' |
| RW                | 11 | Giacomo Raspadori    |       | 75' |
| AM                | 10 | Lorenzo Pellegrini   |       | 46' |
| LW                | 3  | Federico Dimarco     |       | 57' |
| CF                | 19 | Mateo Retegui        |       |     |
| Substituições:    |    |                      |       |     |
| MF                | 7  | Davide Frattesi      |       | 46' |
| MF                | 14 | Federico Chiesa      |       | 57' |
| MF                | 9  | Gianluca Scamacca    |       | 75' |
| FW                | 21 | Nicoló Fagioli       | 90+6' | 81' |
| FW                | 20 | Mattia Zaccagni      |       | 84' |
| Treinador:        |    |                      |       |     |
| Luciano Spalletti |    |                      |       |     |

| Homem do Jogo: Luka Modrić Bandeirinhas: Hessel Steegstra Jan de Vries Quarto árbitro: Serdar Gözübüyük Quinto árbitro: Johan Balder Árbitro assistente de vídeo: Rob Dieperink Árbitros assistentes de árbitro de vídeo: Pol van Boekel Bastian Dankert |

## Disciplina
Os pontos de fair play serão usados como desempate se o confronto direto e os registros gerais das equipes estiverem empatados (e se a disputa de pênaltis não for aplicável como desempate). Estes são calculados com base nos cartões amarelos e vermelhos recebidos em todas as partidas do grupo da seguinte forma:
- cartão amarelo = 1 ponto
- cartão vermelho como resultado de dois cartões amarelos = 3 pontos
- cartão vermelho direto = 3 pontos
- cartão amarelo seguido de cartão vermelho direto = 4 pontos

Apenas uma das deduções acima será aplicada a um jogador em uma única partida.
| Team    | Rodada 1                      | Rodada 1                          | Rodada 1 | Rodada 1             | Rodada 2                      | Rodada 2                          | Rodada 2 | Rodada 2             | Rodada 3                      | Rodada 3                          | Rodada 3 | Rodada 3             | Pontos |
| Team    | Penalizado com cartão amarelo | Penalizado · Penalizado · Expulso | Expulso  | Penalizado · Expulso | Penalizado com cartão amarelo | Penalizado · Penalizado · Expulso | Expulso  | Penalizado · Expulso | Penalizado com cartão amarelo | Penalizado · Penalizado · Expulso | Expulso  | Penalizado · Expulso | Pontos |
| ------- | ----------------------------- | --------------------------------- | -------- | -------------------- | ----------------------------- | --------------------------------- | -------- | -------------------- | ----------------------------- | --------------------------------- | -------- | -------------------- | ------ |
| Espanha | 1                             |                                   |          |                      | 3                             |                                   |          |                      | 1                             |                                   |          |                      | −5     |
| Itália  | 2                             |                                   |          |                      | 2                             |                                   |          |                      | 2                             |                                   |          |                      | −6     |
| Albânia | 2                             |                                   |          |                      | 3                             |                                   |          |                      | 2                             |                                   |          |                      | −7     |
| Croácia |                               |                                   |          |                      | 2                             |                                   |          |                      | 6                             |                                   |          |                      | −8     |